# Rhys Ifans
Rhys Ifans (sinh ngày 22 tháng 7 năm 1967) là nam diễn viên, nhà sản xuất, ca sĩ người Xứ Wales. Anh từng là thủ lĩnh của ban nhạc rock xứ Wales The Peth and Super Furry Animals. Với vai trò diễn viên, anh được biết đến qua các vai diễn trong Notting Hill (1999), Kevin & Perry Go Large (2000) and Enduring Love (2004), cũng như vai Xenophilius Lovegood trong Harry Potter và Bảo bối Tử thần – Phần 1, Tiến sĩ Curt Connors / Thằn Lằn trong Người Nhện siêu đẳng (2012) và Người Nhện: Không còn nhà (2021) và Grigori Rasputin trong The King's Man (2021). Các vai diễn khác bao gồm Hector DeJean trong loạt phim kinh dị Berlin Station trên Epix và Mycroft Holmes trong loạt phim Elementary trên CBS.

## Thuở thiếu thời
Là con trai của một giáo viên nhà trẻ tên là Beti-Wyn (ngũ danh Davies) và giáo viên tiểu học Eurwyn Evans. Em trai của anh, Llŷr Ifans, cũng là một diễn viên. Anh lớn lên ở Ruthin. Anh học diễn xuất tại trường Âm Nhạc và Kịch Nghệ Guildhall, nơi anh tốt nghiệp vào năm 1997.

## Sự nghiệp
Ifans nhận được sự chú ý trong vai bạn cùng nhà lười biếng Spike trong Notting Hill (1999). Anh cũng xuất hiện trong Harry Potter và Bảo bối Tử thần – Phần 1.
Ngày 16 tháng 11 năm 2021, nguồn tin được tiết lộ thông qua đoạn trailer của bộ phim Người Nhện không còn nhà rằng Ifans sẽ diễn lại vai diễn Lizard / Thằn Lằn từ Người Nhện siêu đẳng trong Vũ trụ Điện ảnh Marvel, phát hành ngày 17 tháng 12 năm 2021. Anh cũng xuất hiện trong bộ phim sắp tới Kingsman: Khởi nguồn, phát hành vào tháng 12 năm 2021.

## Đời tư
Ifans sống ở London. Anh hẹn hò với nữ diễn viên Anna Friel từ năm 2011 tới năm 2014.

## Danh sách phim

### Điện ảnh
| Năm  | Phim                                          | Vai diễn                  | Ghi chú                                            |
| ---- | --------------------------------------------- | ------------------------- | -------------------------------------------------- |
| 1996 | August                                        | Griffiths                 |                                                    |
| 1996 | August                                        | Griffiths                 |                                                    |
| 1997 | Twin Town                                     | Jeremy Lewis              |                                                    |
| 1998 | Dancing at Lughnasa                           | Gerry Evans               |                                                    |
| 1999 | Heart                                         | Alex Madden               |                                                    |
| 1999 | You're Dead                                   | Eddie                     |                                                    |
| 1999 | Notting Hill                                  | Spike                     |                                                    |
| 1999 | Janice Beard 45 WPM                           | Sean                      |                                                    |
| 1999 | Hooves of Fire                                | Head Elf                  | Voice                                              |
| 2000 | Rancid Aluminium                              | Pete Thompson             |                                                    |
| 2000 | Love, Honour and Obey                         | Matthew                   |                                                    |
| 2000 | Kevin & Perry Go Large                        | Eyeball Paul              |                                                    |
| 2000 | Sali Mali                                     | Narrator                  |                                                    |
| 2000 | The Replacements                              | Nigel Gruff               |                                                    |
| 2000 | Little Nicky                                  | Adrian                    |                                                    |
| 2001 | Hotel                                         | Trent Stoken              |                                                    |
| 2001 | Christmas Carol: The Movie                    | Bob Cratchit              | Lồng tiếng                                         |
| 2001 | The Shipping News                             | Beaufield Nutbeem         |                                                    |
| 2001 | Human Nature                                  | Puff                      |                                                    |
| 2001 | The 51st State                                | Iki                       |                                                    |
| 2002 | Once Upon a Time in the Midlands              | Dek                       |                                                    |
| 2003 | Danny Deckchair                               | Danny Morgan              |                                                    |
| 2004 | Vanity Fair                                   | William Dobbin            |                                                    |
| 2004 | Enduring Love                                 | Jed                       |                                                    |
| 2005 | Midsummer Dream                               | Lysander                  | Lồng tiếng: Bản tiếng Anh                          |
| 2005 | Chromophobia                                  | Colin                     |                                                    |
| 2006 | Garfield: A Tail of Two Kitties               | McBunny                   | Lồng tiếng                                         |
| 2007 | Four Last Songs                               | Dickie                    |                                                    |
| 2007 | Hannibal Rising                               | Grutas                    |                                                    |
| 2007 | Elizabeth: The Golden Age                     | Robert Reston             |                                                    |
| 2008 | Come Here Today                               | Alex                      |                                                    |
| 2009 | The Informers                                 | Roger                     |                                                    |
| 2009 | The Boat That Rocked                          | Gavin Kavanagh            |                                                    |
| 2009 | Mr. Nobody                                    | Nemo's Father             |                                                    |
| 2010 | Mr. Nice                                      | Howard Marks              |                                                    |
| 2010 | Greenberg                                     | Ivan Schrank              |                                                    |
| 2010 | Passion Play                                  | Sam Adamo                 |                                                    |
| 2010 | Nanny McPhee and the Big Bang                 | Uncle Phil                |                                                    |
| 2010 | Harry Potter and the Deathly Hallows – Part 1 | Xenophilius Lovegood      |                                                    |
| 2010 | Exit Through the Gift Shop                    | Narrator                  |                                                    |
| 2011 | Anonymous                                     | Edward de Vere            |                                                    |
| 2012 | The Five-Year Engagement                      | Winton Childs             |                                                    |
| 2012 | The Amazing Spider-Man                        | Dr. Curt Connors / Lizard | Đề cử — Teen Choice Award for Choice Movie Villain |
| 2013 | Another Me                                    | Don                       |                                                    |
| 2014 | Serena                                        | Galloway                  |                                                    |
| 2014 | Madame Bovary                                 | Monsieur Lheureux         |                                                    |
| 2015 | Dominion                                      | Dylan Thomas              |                                                    |
| 2015 | She's Funny That Way                          | Seth Gilbert              |                                                    |
| 2015 | Len and Company                               | Len Black                 |                                                    |
| 2015 | Under Milk Wood                               | Captain Cat               | Kiêm nhà sản xuất                                  |
| 2016 | Alice Through the Looking Glass               | Zanik Hightopp            |                                                    |
| 2016 | Snowden                                       | Corbin O'Brian            |                                                    |
| 2018 | The Parting Glass                             | Karl                      |                                                    |
| 2019 | Official Secrets                              | Ed Vulliamy               |                                                    |
| 2020 | Misbehaviour                                  | Eric Morley               |                                                    |
| 2020 | Last Call                                     | Dylan Thomas              |                                                    |
| 2021 | La Cha Cha                                    | Jeremiah                  |                                                    |
| 2021 | The Phantom of the Open                       | Lambert                   |                                                    |
| 2021 | Spider-Man: No Way Home                       | Dr. Curt Connors / Lizard | Lồng tiếng và cảnh lưu trữ                         |
| 2021 | The King's Man                                | Grigori Rasputin          |                                                    |

### Truyền hình
| Năm            | Tiêu đề             | Vai              | Ghi chú               |
| -------------- | ------------------- | ---------------- | --------------------- |
| 1991           | Spatz               | Dave             | 2 episodes            |
| 1995           | Screen Two          | Kevin            | Episode: "Streetlife" |
| 1997           | Trial & Retribution | Michael Dunn     | 2 episodes            |
| 2000, 2020–nay | Sali Mali           | Người dẫn chuyện | 2 series              |
| 2004           | Not Only But Always | Peter Cook       | TV movie              |
| 2008           | A Number            | Bernard (B2)     | TV movie              |
| 2011           | Neverland           | James Hook       | TV movie              |
| 2012           | The Corrections     | Gitanas          | Unaired pilot         |
| 2013–2014      | Elementary          | Mycroft Holmes   | 7 episodes            |
| 2013           | Playhouse Presents  | Chris            | Episode: "Gifted"     |
| 2016–2019      | Berlin Station      | Hector DeJean    | 24 episodes           |
| 2021           | Temple              | Gubby            | Season 2              |
| 2022           | House of the Dragon | Otto Hightower   | Main cast             |

### Video ca nhạc
| Năm  | Tiêu đề                        | Vai      | Ghi chú |
| ---- | ------------------------------ | -------- | ------- |
| 1997 | "Mulder and Scully"            |          |         |
| 2000 | "Mama Told Me Not to Come"     |          |         |
| 2005 | "The Importance of Being Idle" | Lazy Man |         |